# Tadeusz Bałachowicz
Tadeusz Bałachowicz (ur. 4 października 1945 we wsi Pupinie (obecnie Pupiniai), w gminie Daugieliszki) – generał dywizji Wojska Polskiego.

## Życiorys
W latach 1964–1967 był podchorążym Oficerskiej Szkoły Radiotechnicznej im. kpt. Sylwestra Bartosika w Jeleniej Górze. W latach 1967–1980 pełnił służbę w Wojskach Obrony Powietrznej Kraju. Rozpoczął ją w 16 samodzielnym pułku artylerii OPK na warszawskim Czerniakowie, na stanowisku dowódcy stacji radiolokacyjnej baterii 57 mm armat przeciwlotniczych S-60. W 1977 ukończył zaoczne studia na Wydziale Prawa i Administracji Uniwersytetu Warszawskiego. W 1980 został przeniesiony do Sekretariatu Komitetu Obrony Kraju. Zajmował w nim kolejno stanowiska starszego radcy prawnego, starszego specjalisty i szefa Oddziału Organizacyjno-Prawnego.
5 września 1988 powierzono mu pełnienie obowiązków zastępcy szefa Inspektoratu Obrony Cywilnej Kraju, a 21 października 1989 został zatwierdzony na tym stanowisku. 28 grudnia 1989 roku został zastępcą szefa Sztabu Obrony Cywilnej Kraju do spraw organizacyjno-prawnych. 1 lutego 1991 objął funkcję pełnomocnika Ministra Obrony Narodowej do spraw kadr jednostek (sztabów) objętych restrykturyzacją. 4 lipca 1991 został powołany na stanowisko zastępcy szefa Departamentu Kadr MON, a 13 sierpnia 1993 – zastępcy dyrektora Departamentu Kadr MON. 29 września 1994 został wyznaczony na stanowisko szefa Departamentu Kadr MON.
20 listopada 1996 został przeniesiony do Biura Bezpieczeństwa Narodowego na stanowisko zastępcy dyrektora Departamentu Gotowości Obronnej. 1 lipca 1997 został przeniesiony w ramach biura na stanowisko dyrektora Departamentu Obsługi Komitetu Obrony Kraju i Rady Bezpieczeństwa Narodowego w Warszawie. 5 lutego 1998 został wyznaczony na stanowisko dyrektora Departamentu Zwierzchnictwa Prezydenta RP nad Siłami Zbrojnymi w Biurze Bezpieczeństwa Narodowego. 29 maja 2002 Prezydent RP Aleksander Kwaśniewski mianował go zastępcą szefa Biura Bezpieczeństwa Narodowego z zachowaniem dotychczasowego stanowiska dyrektora departamentu. Od 24 czerwca 2004 do 28 lutego 2005 był także p.o. szefa Biura Bezpieczeństwa Narodowego.

## Awanse
- podporucznik – 9 września 1967
- generał brygady – 11 listopada 1997
- generał dywizji – 15 sierpnia 2003[2]

## Orderyiodznaczenia
- Krzyż Oficerski Orderu Odrodzenia Polski (2005)[3]
- Złoty Krzyż Zasługi
- Srebrny Krzyż Zasługi
- Krzyż Komandorski Orderu „Za Zasługi dla Litwy” (2003, Litwa)[4]